# Elan
Elan je slovensko podjetje, ki proizvaja športno opremo. Ustanovljeno je bilo leta 1945, po celem svetu pa je znano predvsem po svojih smučeh za alpsko in nordijsko smučanje ter smučeh za skoke. V Begunjah na Gorenjskem, kjer je sedež družbe in v tovarnah v tujini pa proizvajajo še druge pripomočke za šport in prosti čas: snežne deske, jahte, čolne, telovadna orodja in večjo opremo za športne dvorane, ki jo tudi sami vgradijo. Izdelovali so tudi športna jadralna letala.

## Zgodovina

### Nastanek podjetja
Nastanek ELAN-a sega v leto 1945, ko je po vojni nastala zadruga za izdelavo športne opreme. Športni navdušenec Rudi Finžgar je verjel obljubam nove oblasti in svojega očeta prepričal, da sta vse stroje, ki jih je Rudijev oče prislužil v Ameriki, oddala v skupno dobro, v zadrugo. 24. septembra 1945 so uspeli ustanoviti zadrugo, skupaj s še dvanajstimi somišljeniki. Pred prijavo zadruge na ustreznem organu v Ljubljani še niso imeli imena. Jože Gašperšič, Rudijev prijatelj in kroparski sorojak, je predlagal imeni ELAN ali PLAMEN. Odločili so se za prvo, drugo ime pa je tudi postalo ime uspešne tovarne vijakov v Kropi.
Zadruga je prostore dobila v nekdanji predilnici lanu na Zgoši. Nekateri so zato povezovali ime Elan kot izpeljanko iz besede lan, vendar to ni res. V novoustanovljeni zadrugi so takoj začeli izdelovati smuči, ki jih je Finžgar izdeloval že na osvobojenem ozemlju v Cerknem leta 1944. Partizanske smuči so imele tudi svoj logotip: prekrižani smučki na peterokraki zvezdi.

## Smuči Elan
Elan smuči: Amphibio, Triglav, Ilumina Fusion, Mystic, BlackMagic, SpeedMagic

### Skakalne smuči
Pod blagovno znamko Elan so vrsto let delovali v programu smučarsko skakalnih smuči. Elan je bil v tej dokaj specifični branži zelo uspešen saj so z njihovo opremo tekmovali številni skakalci, ki so dosegali lepe uspehe.

#### Opustitev programa
Po koncu zimske sezone v aprilu leta 2016 so novi lastniki podjetja opustili ta program češ da je nedonosen ter premajhen za njih. Vse to navkljub dolgoletni tradiciji in izjemnim uspehom saj so samo v zadnji sezoni 2015-16 imeli pod okriljem dva serijska zmagovalca, med moškimi je to bil Peter Prevc, med ženskami pa Sara Takanaši.
So se pa bili pri Elanu pripravljeni dogovoriti za poslovni dogovor z drugim izvajalcem, ki naj bi prevzel program. Do tega je prišlo zelo hitro, v mesecu dni so se dogovorili s podjetnikom Petrom Slatnarjem, ki je pod svojo blagovno znamko Slatnar prevzel nase nadaljevanje programa. Da ostane proizvodnja smučk v Sloveniji so poleg Slatnarja zaslužni tudi pri Smučarski zvezi Slovenije, ki je pomagala, zadevo pa je podprlo tudi podjetje Delavska hranilnica.

## Snežne deske Elan
Elan je leta 1987 izdelal svojo prvo snežno desko. Nato so naslednje leto začeli z njihovo proizvodnjo v sosednji Avstriji.

## Jadrnice Elan
Hčerinsko podjetje Elan marine d.o.o., ki je prav tako nastanjeno v Begunjah se ukvarja z izdelavo plovil.
Jadrnice: Elan 210 , Elan 310, Elan 350, Elan 450, Elan 494

## Elan Inventa
Športna orodja, telovadnice, športna oprema

## Jadralna letala Elan
Pobudo za proizvodnjo jadralnih letal v Begunjah je dal Dušan Florjančič, Ljubljančan, ki je študiral in diplomiral iz strojništva v Švici, kjer se je tudi trajno naselil ter zaposlil. Kot član aerokluba ALC Lesce, kamor se je včlanil in kjer se je naučil leteti, ko se je vračal v domovino med dopustom, je spoznal težavne razmere slovenskega športnega letalstva v obdobju sedemdesetih let v tedanji Jugoslaviji, saj po propadu tovarne LIBIS ni bilo več proizvajalca jadralnih letal. Leta 1976 je na poslovnem obisku v Nemčiji spoznal Gerharda Glaserja, lastnika znamke jadralnih letal DG in podjetja Glaser-Dirks Flugzeugbau GmbH in v pogovoru z njim izvedel, da zaradi širjenja programa iščejo proizvajalca, ki bi mu odstopili proizvodnjo jadralnega letala DG 100. Tako je Florjančič, skupaj s takratnim direktorjem aerokluba Lesce Francetom Primožičem, Dolfetu Vojsku, ki je vodil tovarno Elan, posredoval zamisel o izdelavi športnega jadralnega letala v Sloveniji. Na osnovi testiranja demonstracijskega letala DG-100 so se odločili, da bi bil DG-100 primerno letalo za rekreacijske in tekmovalne namene.
Po preskusu letala v naslednjem letu so v začetku leta 1978 v Elanu začeli s projektom. V ta namen je v Nemčijo odpotovala Elanova ekipa in tam pod mentorstvom glavnega konstruktorja Wilhelma Dirksa izdelala prvo letalo DG-100 Elan. 10. septembra 1978 je letalo DG-100 Elan prvič poletelo, pilotiral pa ga je Wilhelm Dirks, ki je pohvalil kakovost izdelave letala, ki ga je izdelala Elanova ekipa.
Leta 1979 se je začela serijska proizvodnja v opuščenem obratu Fortuna pri Gorjah, prvo serijsko izdelano letalo so  predstavili javnosti na Letališču Brnik 3. februarja 1979. Prvi v Sloveniji izdelani DG-100 je dobil registrsko oznako YU-4298 in tekmovalno oznako E1. Približno po dveh letih so jih naredili petdeset, od tega so jih 14 prodali v različne aeroklube po Jugoslaviji. V Elanovih letalih je Ivo Šimenc osvojil dva naslova evropska prvaka jadralnih pilotov v klubskem razredu, prvega leta 1984 v Lescah, nato pa še leta 1986 v Rietiju v Italiji.
Leta 1982 so izdelali stoto letalo Elana, ki so takrat letela že v štirinajstih državah - največ - 39 - v Nemčiji, 23 v Jugoslaviji, 17 v Švici, 5 v Avstriji, 3 v ZDA, po dve v Argentini, Belgiji, Združenem kraljestvu, na Švedskem ter po eno na Nizozemskem, v Italiji, na Finskem, v Avstraliji in na Novi Zelandiji.
Leta 1983 so predstavili DG-300 Elan - tekmovalno jadralno letalo standardnega razreda, ki je postalo običajni udeleženec vseh tovrstnih tekem, vključno s svetovnimi prvenstvi. Sledil je DG-500 Elan, jadralno letalo z dvema sedežema, nato pa še z uvlačljivim motorjem opremljeni DG-500 M Elan, predstavitev je bila marca leta 1987 na Letališču Ljubljana. Spomladi 1988 so izdelali 500. letalo, od tega 219 DG-100 in DG-101 (rahlo izboljšani DG-100), od katerih jih je 191 letelo v 15 državah, vsi preostali so bili DG-300.
Elan Flight d.o.o. - 1. februarja 1991 je iz poslovne enote, ki znotraj Elana izdeluje jadralna letala, nastala družba Elan Flight d.o.o.. Ta je nadaljevala z delom kot odvisna družba v sistemu Elana, ki se je v devetdesetih soočalo s hudimi zapleti v poslovanju. V dveh desetletjih delovanja so do srede leta 1998 izdelali skupaj 900 letal, poleg tega pa so od leta 1996 izdelovali krila in krmilne dele za ultralahko letalo sky arrow 450 italijanskega proizvajalca  3I (Iniziative Industriali Italiane).
Do julija 1998 je Elan proizvedel:
- DG-100 ELAN - 58 letal
- DG-101 ELAN - 164
- DG-300 ELAN - 444
- DG-303 ELAN - 67
- DG-500 ELAN - 139
- DG-505 ELAN - 121

Spremembe pa niso zajele le Elana, pač pa tudi nemški Glaser-Dirks, ki je leta 1996 dobil novega lastnika in se preimenoval v DG Flugzeugbau GmbH. Po ponovnem prestrukturiranju je obrate podjetja Elan Flight v letu 1999 prevzelo novoustanovljeno podjetje AMS Flight, ki je prevzelo proizvodnjo letal DG-300 in DG-500, po združitvi podjetij DG Flugzeugbau in Rolladen Schneider Flugzeugbau GmbH pa tudi proizvodnjo starejših tipov letal LS4 in LS6. Zaradi pomanjkanja zanimanja in naročil je bila proizvodnja teh dveh tipov ukinjena, s tem pa je bilo tudi konec sodelovanja med podjetjema.